# Rubén Gámez Contreras
Rubén Gámez Contreras (8 de desembre de 1928 a Cananea, Sonora - Ozumba, Estat de Mèxic, 3 d’octubre de 2002) va ser un camerògraf, director, escriptor i productor mexicà de minidocumentals per a cinema i televisió.

## Biografia
Rubén Gámez va néixer a l'estat de Sonora a Mèxic. Va fer la seva primera fotografia amb una càmera Kodak i un amplificador dissenyat amb les seves pròpies mans. Va partir de Mèxic per a estudiar fotografia als Estats Units al Trade Technical College a Los Angeles i la Universitat del Sud de Califòrnia.
Va tornar a Mèxic, on va començar la seva carrera professional. El 1957, va ser convidat a filmar un documental sobre la Gran Muralla Xinesa. El documental mai va ser produït però hi ha còpies del material original. El 1962, va filmar Magueyes, una sèrie de fotografies que acompanyen a la novena simfonia de Dmitri Xostakóvitx. Magueyes és apreciat pel seu estil personal, experimental, dramàtic i la moral pacifista. La pel·lícula de nou minuts, va ser llançada a Europa com a preàmbul a Viridiana de Luis Buñuel, incloent una projecció al festival de Canes, el Festival de Sestri Llevant i la Setmana de Cinema de Mannheim
El 1964, el STPC es va projectar per primera vegada en la Competència de Cinema Experimental, que pretenia donar a conèixer el nou talent, i l'oportunitat d'entrar en la indústria del cinema mexicà, la qual cosa era bastant complicat.
La fórmula secreta, escrita per Santos Núñez, amb un text de Juan Rulfo juntament amb Jaime Sabines, va permetre a Gámez guanyar el seu primer premi. El seu innovador i experimental to juxtaposa imatges d'una pèrdua d'identitat a Mèxic, amb les seves terres àrides i desèrtiques, i una obertura població al capitalisme, també és coneguda com Kokakola en la Sangre.
En la dècada de 1970, Gámez va gravar diversos documentals curts, amb el seu col·lega Carlos Velo. Va haver d'esperar fins a 1992 per fer Tequila, la seva obra més representativa, dedicada a la dona mexicana. En 2000 va arribar Anotacions directament vídeo d'homenatge al compositor Silvestre Revueltas. Rubén Gámez va morir d'un atac al cor el 3 d'octubre de 2002, deixant sense acabar el seu projecteo Mesoamérica ficción.
En 2001, Rubén Gámez va ser guardonat amb el Premi Ariel d'Or especial CMA per tota la seva carrera, "benefici per a l'enriquiment de la cultura mexicana'".

## Filmografia

### Com a director
- 1957: La Tiñió popular
- 1962: Magueyes
- 1965: La fórmula secreta
- 1974: Los murmullos
- 1974: Grijalva; Río de oro
- 1974: Fiesta mexicana en Washington
- 1976: Valle de México
- 1976: Hermitage en México
- 1992: Tequila
- 2000: Apuntes

### Com a director de fotografia
- 1957: La China popular
- 1973: Baja California: Paralelo 28, de Carlos Velo
- 1974: Vaticano: 120 años después de Juárez, de Carlos Velo
- 1974: Romero solo, de Julián Pastor
- 1974: Los murmullos
- 1974: México-Europa: Las nuevas fronteras, de Carlos Velo
- 1974: México en una nuez, de Ángel Flores Marini
- 1974: Latinoamérica: un destino común, de Carlos Velo
- 1974: Homenaje a León Felipe, de Carlos Velo
- 1974: Grijalva; Río de oro
- 1974: Fiesta mexicana en Washington
- 1974: En algún lugar de la tierra, de Óscar Menéndez
- 1974: Baja California: Último paraíso, de Carlos Velo
- 1974: Con los pueblos del mundo, de Carlos Ortiz Tejeda
- 1975: La tierra de todos, de Carlos Velo
- 1975: Nación en marcha 8, d'Arturo Rosenblueth
- 1975: Isabel II en México, de Carlos Velo
- 1975: Gimnasia danesa d’Ángel Flores Marini
- 1975: Ciudad y destino,  de Manuel Michel
- 1976: Vancouver hábitat, d’Epigmenio Ibarra
- 1976: Valle de México
- 1976: La urbe, de Óscar Menéndez
- 1976: Tesoros del hermitage en México, d’Arturo Rosenblueth
- 1976: México al exterior - 2da versión d’Ángel Flores Marini
- 1976: Hermitage en México
- 1992: Tequila

### Com a guionista
- 1953 - 1974: Cine verdad (serie de TV)
- 1992: Tequila

### com a productor
- 1957: La china popular
- 1976: Valle de México
- 1976: Hermitage en México

## Distincions

### Premis
- Premis 1964: 1 Concurs de Cinema Independent de STPC per la fórmula secreta
- 2001 Ariel d'Or per tota la seva carrera

### Nominacions
- 1977: nominat per a l'Ariel al millor curtmetratge pels murmuris
- 1993: nominat a l'Ariel per Millor Director i Millor Pel·lícula per Tequila